# أوزبورن هاوس
أوزبورن هاوس هو سكن ملكي سابق في إيست كاوز، جزيرة وايت، المملكة المتحدة. تم بناء المنزل بين عامي 1845 و1851 للملكة فيكتوريا والأمير ألبرت كمنزل صيفي وملاذ ريفي. صمم الأمير ألبرت المنزل بنفسه على طراز قصر النهضة الإيطالي. كان الباني هو توماس كوبيت، المهندس المعماري والبناء اللندني الذي قامت شركته ببناء الواجهة الرئيسية لقصر باكنغهام للزوجين الملكيين في عام 1847. تم هدم منزل أصغر سابقًا في الموقع لإفساح المجال لمنزل جديد وأكبر بكثير، على الرغم من أن المنزل الأصلي يبقى رواق المدخل بمثابة البوابة الرئيسية للحديقة المسورة.